# Lutzomyia araracuarensis
Lutzomyia araracuarensis är en tvåvingeart som beskrevs av Morales A., Minter D. M. 1981. Lutzomyia araracuarensis ingår i släktet Lutzomyia och familjen fjärilsmyggor.
Artens utbredningsområde är Colombia. Inga underarter finns listade i Catalogue of Life.